# Ludvig Puusepa tänav
La rue Ludvig Puusepp (estonien : Ludvig Puusepa tänav ou L. Puusepa) est une rue de Tartu en Estonie.

## Présentation
La rue Ludvig Puusepp traverse les quartiers de Tammelinn, Maarjamõisa et Veeriku.
La rue porte le nom du médecin Ludvig Puusepp par décision du comité exécutif de Tartu du 11 juin 1961, auparavant la rue faisait partie de Kesk Kaare. 
La longueur de la rue est de 1030 mètres.
Des bâtiments du centre hospitalier universitaire de Tartu et le parc Mathiesen sont situés en bordure ainsi que le mémorial à Ludvig Puusepp.

## Lieux et bâtiments

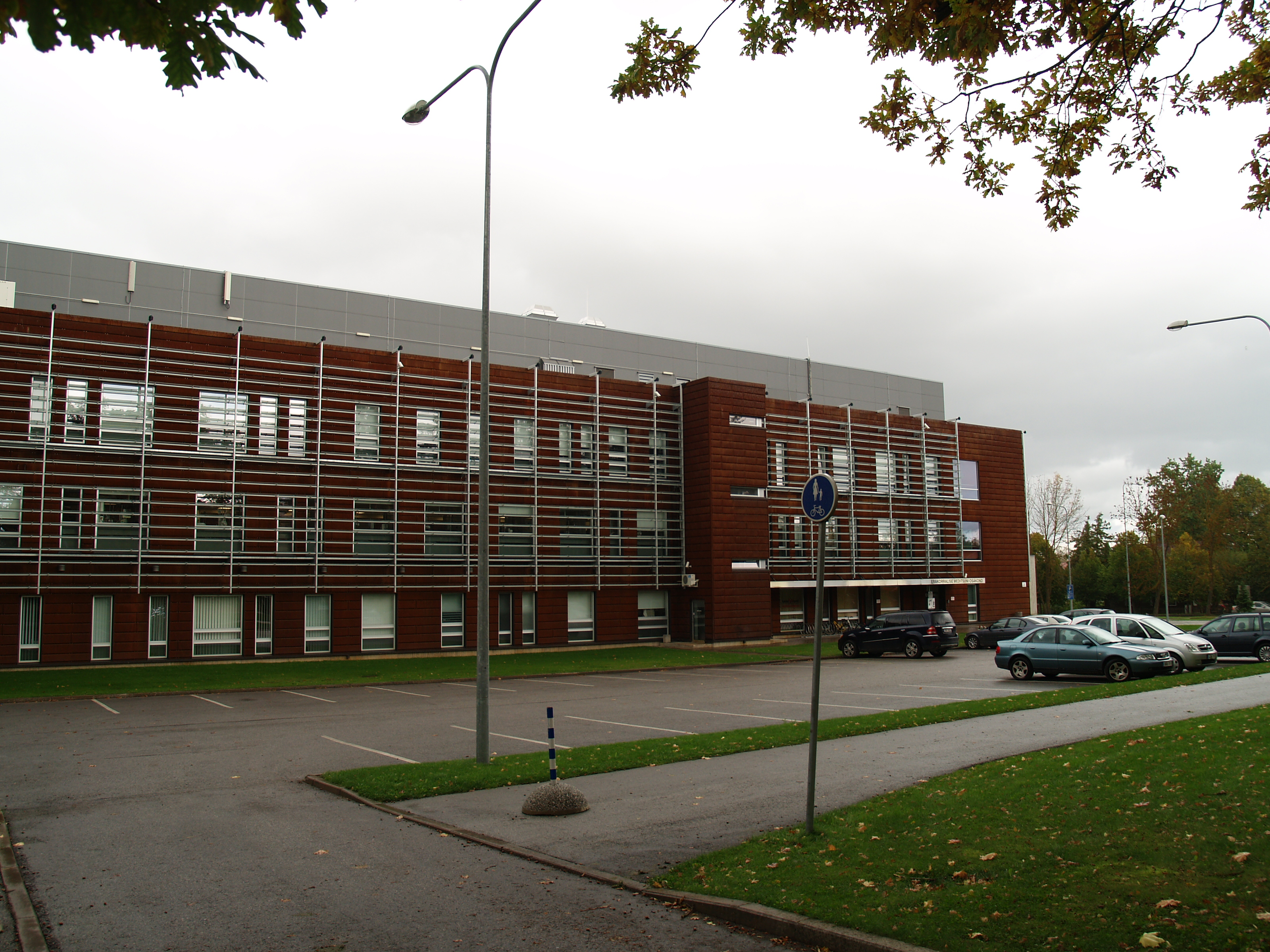
Service de médecine d'urgence du CHU.